# Open de Chine de snooker
Pour les articles homonymes, voir Open de Chine.
Ne pas confondre avec le Tournoi de tennis de Chine.
| \| Pékin Shanghai Shenzhen \| Sites des tournois en Chine |
| Pékin Shanghai Shenzhen                                   |

L'Open de Chine de snooker (China Open en anglais) est un tournoi de snooker professionnel créé en 1997 qui se déroule chaque année depuis 2005 à Pékin.

## Historique
La première édition est organisée en 1997 sous l'appellation Internationaux de Chine avant de se voir octroyer le statut de tournoi classé lors de l'édition suivante en 1999. Un second tournoi se déroule la même année mais cette fois sous le nom d'Open de Chine (China Open). 
Déplacé de Pékin à Shanghai puis à Shenzhen, ce n'est qu'à partir de la saison 2004-2005 que le tournoi s'installe durablement à Pékin. L'intérêt croissant du public chinois permet à cette épreuve d'être organisée tous les ans depuis 2005 en mars, soit peu avant le championnat du monde. Preuve de cet enthousiasme, plus de 110 millions de téléspectateurs ont regardé la victoire finale du héros local Ding Junhui cette année-là aux dépens du multiple champion du monde Écossais Stephen Hendry. 
Dans le même temps, d'autres tournois de snooker importants ont vu le jour en Chine aux côtés de l'Open de Chine et des Masters de Shanghai : le Classique de Wuxi, l'Open mondial, le championnat international et depuis 2018, le championnat de Chine.

## Statistiques
Sept breaks maximums ont été réalisés dans l'histoire de ce tournoi :

- James Wattana en 1997 contre Pang Wei Guo lors des qualifications
- Mehmet Husnu lors des qualifications de l'édition 1998
- Stephen Maguire en 2008 face à Ryan Day
- Neil Robertson en 2010 contre Peter Ebdon
- Judd Trump en 2017 contre Tian Pengfei
- Ronnie O'Sullivan et Stuart Bingham en 2018 contre Elliot Slessor et Ricky Walden à un jour d'intervalle
- Stuart Bingham en 2019 contre Peter Ebdon

Le record de victoires est détenu par Mark Williams et Mark Selby avec trois titres.

## Palmarès
| Année                                                                     | Ville                                | Vainqueur                            | Finaliste                            | Score                                | Saison                               |
| Internationaux de Chine (non classé)                                      | Internationaux de Chine (non classé) | Internationaux de Chine (non classé) | Internationaux de Chine (non classé) | Internationaux de Chine (non classé) | Internationaux de Chine (non classé) |
| ------------------------------------------------------------------------- | ------------------------------------ | ------------------------------------ | ------------------------------------ | ------------------------------------ | ------------------------------------ |
| 1997                                                                      | Pékin                                | Steve Davis                          | Jimmy White                          | 7-4                                  | 1997-1998                            |
| Internationaux de Chine (classé)                                          |                                      |                                      |                                      |                                      |                                      |
| 1999                                                                      | Shanghai                             | John Higgins                         | Billy Snaddon                        | 9-3                                  | 1998-1999                            |
| Open de Chine (classé)                                                    |                                      |                                      |                                      |                                      |                                      |
| 1999                                                                      | Shanghai                             | Ronnie O'Sullivan                    | Stephen Lee                          | 9-2                                  | 1999-2000                            |
| 2000                                                                      | Shenzhen                             | Ronnie O'Sullivan (2)                | Mark Williams                        | 9-3                                  | 2000-2001                            |
| Pas de tournoi en 2001                                                    |                                      |                                      |                                      |                                      |                                      |
| 2002                                                                      | Shanghai                             | Mark Williams                        | Anthony Hamilton                     | 9-8                                  | 2001-2002                            |
| Pas de tournoi en 2003 et 2004                                            |                                      |                                      |                                      |                                      |                                      |
| 2005                                                                      | Pékin                                | Ding Junhui                          | Stephen Hendry                       | 9-5                                  | 2004-2005                            |
| 2006                                                                      | Pékin                                | Mark Williams                        | John Higgins                         | 9-8                                  | 2005-2006                            |
| 2007                                                                      | Pékin                                | Graeme Dott                          | Jamie Cope                           | 9-5                                  | 2006-2007                            |
| 2008                                                                      | Pékin                                | Stephen Maguire                      | Shaun Murphy                         | 10-9                                 | 2007-2008                            |
| 2009                                                                      | Pékin                                | Peter Ebdon                          | John Higgins                         | 10-8                                 | 2008-2009                            |
| 2010                                                                      | Pékin                                | Mark Williams (3)                    | Ding Junhui                          | 10-6                                 | 2009-2010                            |
| 2011                                                                      | Pékin                                | Judd Trump                           | Mark Selby                           | 10-8                                 | 2010-2011                            |
| 2012                                                                      | Pékin                                | Peter Ebdon (2)                      | Stephen Maguire                      | 10-9                                 | 2011-2012                            |
| 2013                                                                      | Pékin                                | Neil Robertson                       | Mark Selby                           | 10-6                                 | 2012-2013                            |
| 2014                                                                      | Pékin                                | Ding Junhui (2)                      | Neil Robertson                       | 10-5                                 | 2014-2014                            |
| 2015                                                                      | Pékin                                | Mark Selby                           | Gary Wilson                          | 10-2                                 | 2014-2015                            |
| 2016                                                                      | Pékin                                | Judd Trump (2)                       | Ricky Walden                         | 10-4                                 | 2015-2016                            |
| 2017                                                                      | Pékin                                | Mark Selby (2)                       | Mark Williams                        | 10-8                                 | 2016-2017                            |
| 2018                                                                      | Pékin                                | Mark Selby (3)                       | Barry Hawkins                        | 11-3                                 | 2017-2018                            |
| 2019                                                                      | Pékin                                | Neil Robertson (2)                   | Jack Lisowski                        | 11-4                                 | 2018-2019                            |
| Pas de tournoi en 2020, 2021 et 2022 en raison de la pandémie de Covid-19 |                                      |                                      |                                      |                                      |                                      |

## Bilan par pays
| Pays           | Joueurs | Total | Premier titre | Dernier titre |
| -------------- | ------- | ----- | ------------- | ------------- |
| Angleterre     | 4       | 9     | 1999          | 2018          |
| Pays de Galles | 1       | 3     | 2002          | 2010          |
| Écosse         | 2       | 2     | 2007          | 2008          |
| Chine          | 1       | 2     | 2005          | 2014          |
| Australie      | 1       | 2     | 2013          | 2019          |